# The Happening (película de 1967)
The Happening (conocida en español como El suceso en España y Sucedió en Miami en Hispanoamérica) es una película de comedia criminal estadounidense de 1967 dirigida por Elliot Silverstein y protagonizada por Anthony Quinn, Michael Parks, George Maharis, Robert Walker Jr., Martha Hyer y Faye Dunaway. Cuenta la historia de cuatro hippies, que secuestran a un jefe mafioso retirado y lo retienen para pedir un rescate.

## Argumento
Cuatro vagabundos aburridos de la playa de Miami se encuentran con niños jugando con pistolas de juguete. Persiguen a uno de ellos hasta una casa que, por casualidad, pertenece a un tal Roc Delmonico, un exgánster que está ahora retirado del crimen organizado y convertido en un respetable hombre de negocios.
Delmonico asume que se trata de un secuestro y se ofrece voluntariamente para irse en silencio. A los hippies les gusta la idea, especialmente a su líder, Taurus, un gigoló que vive de mujeres ricas. Él y sus cómplices, Sureshot, Herby y Sandy, se marchan con Delmonico en el maletero de su coche. Se esconden y exigen un rescate de 200 000 dólares.
Desafortunadamente, nadie pagará el rescate: ni la infeliz esposa de Delmonico, Monica, ni su socio comercial, Fred, ni siquiera Sam, su antiguo jefe de la mafia. Los frustrados delincuentes deciden que es inútil, pero Delmonico está tan ofendido que él personalmente se hace cargo de su propio secuestro. Eleva la demanda a 3 millones de dólares y promete revelar secretos que arruinarán a Monica, Fred y Sam.
Se paga el dinero, tras lo cual el codicioso Taurus sugiere a Delmonico que maten a los demás, para dividir el botín entre solo ellos dos. Sin embargo, Delmonico sabe no sólo que no se puede confiar en el chico, sino también que el banco ha marcado los billetes del rescate y que la policía los rastreará. Delmonico prende fuego al dinero y se marcha. Cuando se le pregunta qué hará ahora, Delmonico responde, sin mirar atrás: «¿Quién sabe?».

## Reparto
- Anthony Quinn como Delmonico.
- George Maharis como Taurus.
- Michael Parks como Sureshot.
- Robert Walker Jr. como Herby.
- Martha Hyer como Monica.
- Faye Dunaway como Sandy.
- Jack Kruschen como el inspector.
- Oskar Homolka como Sam.
- Milton Berle como Fred.

## Banda sonora
Sólo un éxito menor como película, The Happening es más notable hoy como una de las primeras películas de Faye Dunaway y por su tema musical homónimo. Grabado por The Supremes, «The Happening» se convirtió en un éxito número uno en el Billboard Hot 100 cuando se lanzó como sencillo en el sello Motown.
Otra pieza musical, «The Fuzz», fue utilizada por varios programas de noticias de televisión de área local en los Estados Unidos y Canadá a finales de la década de 1960 y principios de la de 1970, y el noticiero nacional Rede Globo de Brasil todavía utiliza una reorganización de la misma composición para Jornal Nacional, y Televisa en México para el noticiero nacional 24 horas.

## Recepción
La película recibió críticas negativas. Bosley Crowther, en una reseña para The New York Times, escribió: «Por supuesto, uno podría esperar que una película llamada The Happening («El suceso») parezca intencionalmente superficial, espontánea y sin ensayo. Eso todavía no proporcionaría suficiente paciencia para prepararlo a uno para el descuido y el mal sabor de la película que lleva ese título», y que «realmente parece como si este desorden de trama barata y estilo de cámara descuidado [...] hubiera sido creado imprudentemente por el joven director, Elliot Silverstein, durante o después de un viaje, y vaya viaje, con un grupo de esos niños que se reúnen periódicamente en Fort Lauderdale. Es así de suelto y descoordinado, errático y falto de forma». Crowther también criticó la actuación, señalando al joven elenco principal (en particular destacando a Faye Dunaway como una «copia al carbón» de Jane Fonda, quien como la reseña resalta protagonizó la película anterior de Silverstein, Cat Ballou), Anthony Quinn, de quien Crowther dice «parece que no puede sacar de su sistema la vieja infección de Zorba, el griego mezclada con Barrabás. Eso no es bueno para este tipo de basura playera», y añade que «Martha Hyer, Milton Berle y Oscar Homolka también están vergonzosamente empantanados en ella. Sam Spiegel, que admite ser el presentador, debería irse a algún lado y agachar la cabeza». Crowther finalmente concluye que «no es tan larga como Lawrence de Arabia, y eso es lo único bueno que se puede decir al respecto de ella».